# Skrotbandet
Skrotbandet var en musikgrupp från Göteborg inom proggrörelsen.
Skrotbandet spelade ursprungligen avantgardemusik med skrot och avfall som instrument samt medverkade 1975 på samlingsalbumet Levande improviserad musik. De övergick senare till att spela på riktiga instrument och spelade i januari 1979 på klubben Nefertiti i Göteborg in sitt första egna album Övervintring som innehåller jazzrock, bland annat låten "10 000 volt genom Travolta". Medlemmar var då Stefan Sandberg (gitarr, saxofon), Olle Niklasson (saxofon, flöjt, gitarr), Mats Eklöf (saxofon, kornett), Dan Hellström (keyboards), Michael Krönlein (bas), Tomas Olsson (percussion, trummor) och Niels Nordin (trummor). Inför det andra albumet Afrocarib 80 rekryterades några nya medlemmar, bland andra Britt Ling, tidigare i Göteborgs visgrupp och Göteborgs Brechtensemble samt Sten Källman från Text & Musik.

## Diskografi
- 1979 – Övervintring (Nacksving 031-21)
- 1980 – Afrocarib 80 (Nacksving  031-32)